# Woerdense Courant

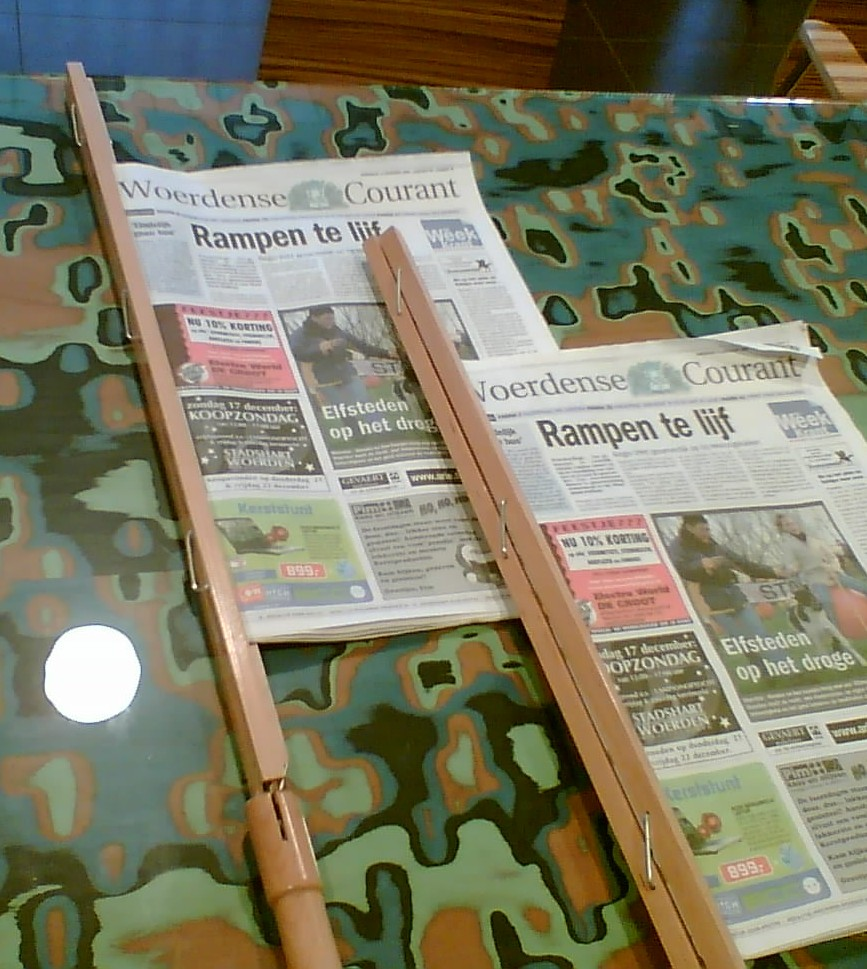

De Woerdense Courant was een tussen 1949 en 2021 in de regio Woerden, Harmelen, Kamerik, Linschoten, Waarder en Zegveld verschijnend Nederlands weekblad. De krant was aanvankelijk een uitgave van een plaatselijke drukkerij. Later werd de titel overgenomen door Wegener, dat op zijn beurt werd gekocht door de Persgroep. Deze verkocht de titel in 2021 aan Het Kontakt dat de krant als Woerdense editie van de eigen uitgave voortzette.

## Geschiedenis
De Woerdense Courant verscheen voor het eerst op 11 maart 1949 en was toen een uitgave van Drukkerij Zuidam en Zonen. In het naoorlogse Woerden verschenen op dat moment twee andere weekbladen: Het Vrije Woord, een voortzetting van het tijdens de Tweede Wereldoorlog illegaal verschijnende Voor God en Koning en het Weekblad voor Woerden en Omstreken. Voor de oorlog was er in de stad een breed scala aan kranten geweest. De belangrijkste daarvan was Het Weekblad, dat ook wel onder de naam De Drie Provinciën verscheen. Deze krant, die driemaal per week verscheen, ging in 1941 op in De Rijnstreek als gevolg van de persreorganisaties die de Duitse bezetter doorvoerde. De Rijnstreek verdween in 1943. Weekbladen als Het Nieuws (1991-1943), De Vrijdagavond (1934-1941) en De (Nieuwe) Woerdensche Courant (1930-1932 en vanaf 1938 tot waarschijnlijk 1941) waren al eerder gesneuveld.
Pas na de oorlog kwam er in Woerden weer ruimte voor nieuwe kranten.
De naoorlogse Woerdense Courant was een initiatief van Woerdenaar Gert Hoogendoorn en drukker Piet Zuidam. De eerste redacteur werd Go Verburg.
In 2021 werd het blad overgenomen door Het Kontakt.

## Verspreidingsgebied
De krant kwam aanvankelijk uit in de gemeenten Woerden, Barwoutswaarder, Hekendorp, Kamerik, Lange Ruige Weide, Linschoten, Rietveld, Snelrewaard, Waarder en Zegveld. Later werden pogingen ondernomen om het verspreidingsgebied uit te breiden. Nog in het eerste jaar van de krant werden ook abonnees geworven in Harmelen, Montfoort, Nieuwkoop en Papekop. Alleen de uitbreiding richting Harmelen en Papekop bleek succesvol.

## Andere kranten
Terwijl de Woerdense Courant steeds meer abonnees kreeg, fuseerden Het Vrije Woord en het Weekblad voor Woerden en Omstreken in 1950 tot het Woerdens Nieuwsblad. Die krant hield het nog geen twee jaar vol en werd toen door Drukkerij Zuidam opgekocht, waarna de titel uit de markt werd genomen.
In Woerden verscheen toen al wel een editie van het Dagblad van Rijn en Gouwe, terwijl ook andere regionale dagbladen als Utrechts Nieuwsblad, Nieuw Utrechts Dagblad en Het Centrum in Woerden probeerden te wortelen.

## Kopblad
De Woerdense Courant kwam per 16 januari 1950 met een eigen kopblad in Harmelen: Het Nieuws van Harmelen. Deze krant bleef tot het einde van de jaren zestig bestaan. Medio jaren tachtig kreeg de Woerdense Courant een nieuwe sterke titel in Harmelen. Het bedrijf nam toen Weekkrant De Brug over, dat zijn basis had in Harmelen, Vleuten en De Meern.

## Kabelkrant
De Woerdense Courant was een van de eerste in Nederland die een eigen kabelkrant ging uitgeven. Op 22 november 1985 ging de eerste uitzending op de kabel. De krant was ook medeoprichter van de brancheorganisatie NKP, Nederlandse Kabelkrant Pers.

## Overnames
Per 1 januari 1995 werd de Woerdense Courant BV overgenomen door Wegener en ondergebracht bij de toenmalige dochtermaatschappij Wegener Uitgeverij Midden-Nederland in Houten. In 2021 werd de Woerdense Courant inmiddels onderdeel van DPG Media, verkocht aan Kontakt Mediapartners.

## Veranderingen en einde
De nieuwe uitgever besloot in 1997 te stoppen met de exploitatie van kabelkranten. In 1999 kwam er ook een wekelijkse, huis aan huis verspreide bijlage: Week In Week Uit, om op die manier dekking te krijgen bij (vrijwel) elke brievenbus. Daarnaast maakte de krant in 1998 zijn debuut op internet met een eigen site. Krantensites stonden op dat moment nog in de kinderschoenen en de site leidde aanvankelijk een bestaan in de schaduw. Pas in 2008 koos de uitgever voor een nieuwe aanpak, waarbij steeds meer de nadruk werd gelegd op aanwezigheid op internet. Op 11 februari 2004 werd de krant omgevormd tot een huis-aan-huiskrant. Daarmee verdween een van de laatste betaalde nieuwsbladen van het land. Het verspreidingsgebied werd ingekrompen tot de gemeente Woerden  en het dorp Waarder, dat toen tot de gemeente Reeuwijk behoorde. Per 1 januari 2006 werd afgestapt van het broadsheetformaat en overgegaan op tabloid. In 2010 werd het verspreidingsgebied uitgebreid met het dorp Kockengen. Bovendien werd, na decennia op donderdag te zijn verschenen, de verschijndag verschoven naar woensdag. In het voorjaar van 2013 werd weer afscheid genomen van bezorging in Kockengen, waar vanaf dat moment, net als voor 2010, de Vechtstroom verscheen, ook een uitgave van Wegener. Die titel werd per 2020 uit de markt genomen. In de loop van 2015 werd Wegener overgenomen door de Persgroep, waardoor sinds 1 januari 2016 de Woerdense Courant door dit van oorsprong Belgische krantenbedrijf wordt uitgegeven.
In 2021 stootte deze uitgever alle huis-aan-huiskranten in Nederland af. De Woerdense Courant kwam in handen van Het Kontakt. Het betekende het einde van de titel. Met ingang van 1 augustus 2021 verscheen de krant als Het Kontakt,  met als subtitel Woerdense Courant.

## Redacteuren
In de loop der jaren hebben de volgende redacteuren meegewerkt aan de Woerdense Courant: Go Verburg, Anton Slager, Joop de Jonge, Iman Vroman, Bert van Elk, Frans Glissenaar, Karin Verhoef, Jan van Es, Marijke Knol, Ronald de Kreij, Peter Lenders, Ingrid Willems, Jeanet Nijeboer, Rob Pietersen, Bert Jansen, Jan van der Maat, Janneke Staller, Daniëlle Verweij, René Leget, Renske Baars, Jacob Sleutelberg, Richard van Vliet, Rob Zantinge, Hans van Oosterhoudt, Femke van den End, Ivo Knubben, Egbert Egberts, Sylvia Vos, Marieke Markus, Davita de Jonge-Dijkstra.

## Fotografen
Als vaste fotografen werkten voor de krant Jan Verheul, Bram Gebuys, Arne Deenekamp, Ulco Wesselink, Alex Hoogman, Paul van den Dungen, Alex de Kuijper.

## Noot
1. 1 2  (en) Kontakt Mediapartners neemt elf huis-aan-huiskranten van DPG Media over. www.hetkontakt.nl. Geraadpleegd op 26 augustus 2021.
2. ↑  Woerdense Courant––juni 2021